# Dendrophylax constanzensis
Dendrophylax constanzensis är en orkidéart som först beskrevs av Leslie Andrew Garay, och fick sitt nu gällande namn av Mark Anthony Nir. Dendrophylax constanzensis ingår i släktet Dendrophylax och familjen orkidéer. Inga underarter finns listade i Catalogue of Life.